# Xenija Anatoljewna Sobtschak

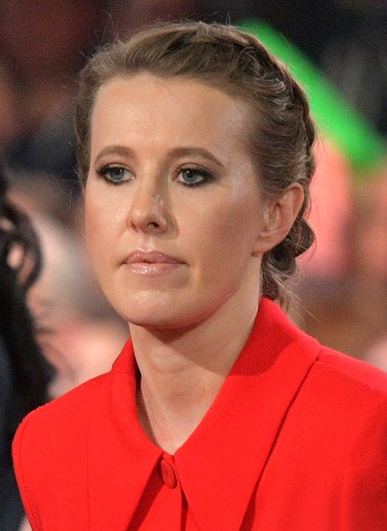
Xenija Sobtschak (2017)

Xenija Anatoljewna Sobtschak (russisch Ксения Анатольевна Собчак, wiss. Transliteration Ksenija Anatol'evna Sobčak; * 5. November 1981 in Leningrad) ist eine russisch-israelische TV-Moderatorin, ehemaliges It-Girl sowie politische Aktivistin der Opposition. Sie war Kandidatin für die russische Präsidentschaftswahl 2018.

## Leben

### Herkunft und Ausbildung
Xenija Sobtschak ist die Tochter von Anatoli Alexandrowitsch Sobtschak, dem früheren Bürgermeister von Sankt Petersburg und politischen Ziehvater von Wladimir Putin, und der Historikerin und ehemaligen Föderationsratsabgeordneten Ljudmila Borissowna Narussowa. Xenija hat noch eine ältere Halbschwester, die 1965 geborene Marija Anatoljewna Sobtschak aus der ersten Ehe von Anatoli Sobtschak mit Nonna Stepanowna.
In ihrer Kindheit studierte Xenija Ballett am Mariinski-Theater und Kunst an der Eremitage. Die Schulzeit schloss sie an der der Herzen-Universität angeschlossenen Schule ab. 1998 begann sie ein Studium an der Fakultät für Internationale Beziehungen der Staatlichen Universität Sankt Petersburg. 2001 zog sie nach Moskau und setzte ihr Studium im selben Fach an der Staatlichen Moskauer Institut für Internationale Beziehungen (MGIMO) fort. 2002 erhielt sie in diesem Fach ihren Bachelor-Abschluss. Im selben Jahr begann sie ein Master-Studium im Fach Politikwissenschaft am Staatlichen Moskauer Institut für Internationale Beziehungen (MGIMO). Damit widersetzte sie sich dem Wunsch ihrer Eltern, die für sie nach dem Vorbild ihres Vaters ein Jurastudium vorgesehen hatten.

### Glamour-Girl und TV-Star

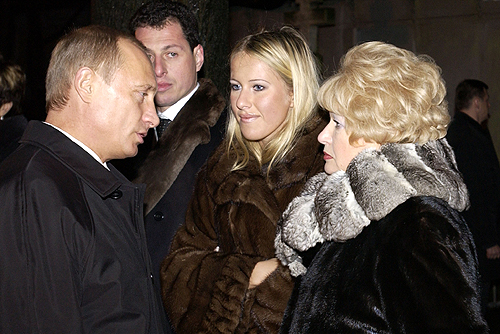
Xenija Sobtschak (Mitte) mit Wladimir Putin, 2003

Innerhalb von zwei Jahren wurde Sobtschak in der Moskauer Szene sehr bekannt. Sie vermarktete sich als It-Girl mit lokalpatriotischem Akzent. Die Regenbogenpresse stilisierte sie zu einem Moskauer Jugendidol und schrieb über wilde Geburtstagsfeiern und freizügige Bikini-Fotos.

Für den Fernsehkanal TNT trat Sobtschak seit 2004 als Beziehungstherapeutin der Teilnehmer des Reality-Projekts Dom dwa (Haus 2) auf, einer Adaption der Fernsehshow Big Brother. Abgeordnete der Staatsduma äußerten, Sobtschak sei ein Sicherheitsrisiko für die öffentliche Moral. Im Mai 2006 wollten Abgeordnete vom Komitee für Volksgesundheit ein Kriminalverfahren gegen sie anstrengen; sie würde im Fernsehen ein ungesundes Interesse an Sex schüren und sich faktisch als Zuhälterin betätigen. Im Gegenzug gründete Sobtschak die Jugendgruppe Wse swobodny (Alle sind frei), womit sie soziales Gewissen demonstrierte und zugleich ein Auffangbecken für den Nachwuchs der Elite schuf. Die Bewegung, für deren Hauptquartier Xenija Sobtschak eine Villa im Moskauer Stadtzentrum anmietete, machte sich die (damals auch vom Kreml ausgegebene) Ideologie zu eigen, man müsse seine Heimat und Familie lieben, aber auch tolerant sein und Minderheiten respektieren. Kritiker sahen in Xenija Sobtschak eine Repräsentantin der neureichen Elite Russlands und behaupteten, sie hätte sich von den Idealen der Perestroika- und Glasnostzeiten entfernt. Sobtschak beendete Mitte 2012 nach acht Jahren ihre Mitarbeit in der „Dom 2“-Show ohne näheren Kommentar.
Weiterhin wirkte sie noch bei folgenden TV-Produktionen mit.
Seit 2006 bei „Wer möchte nicht Millionär werden?“, ausgestrahlt vom Sender TNT. Im Jahr 2008 Moderation der sechsten Staffel von Last Hero, der russischen Version von Survivor, auf dem Ersten Kanal.
2009 bis 2012 die dritte Staffel der musikalischen Unterhaltungsshow „Zwei Sterne“ auf dem Ersten Kanal. Weiterhin die Show „Blondine in Schokolade“, in der sich im Wesentlichen alles um ihre Person drehte. Darüber hinaus noch Moderationen und Auftritte in weiteren Sendungen.
Ab dem 8. Februar 2008 moderierte sie beim TV-Kanal Doschd die politische Talkshow „Sobtschak Live“ (Собчак живьём).
Am 16. März 2015 berichtete die Moskauer Zeitung Kommersant, Sobtschak hätte während einer Party am 13. März gesagt, sie werde Russland am darauffolgenden Tag für eine gewisse Zeit verlassen. Freunde von Sobtschak behaupteten, dies wäre ihr von Sicherheitsdiensten nahegelegt worden. Sobtschak tweetete am 16. März, ihre Freunde hätten hinsichtlich der Auswanderung etwas übertrieben. Anlass des Abendessens war, dass Xenija Sobtschak den Chefredakteursposten der Modezeitschrift L'Officiel Russia übernommen hatte. Im Dezember 2018 gab sie den Chefredakteursposten bei L'Officiel ab.

### Politische Aktivitäten

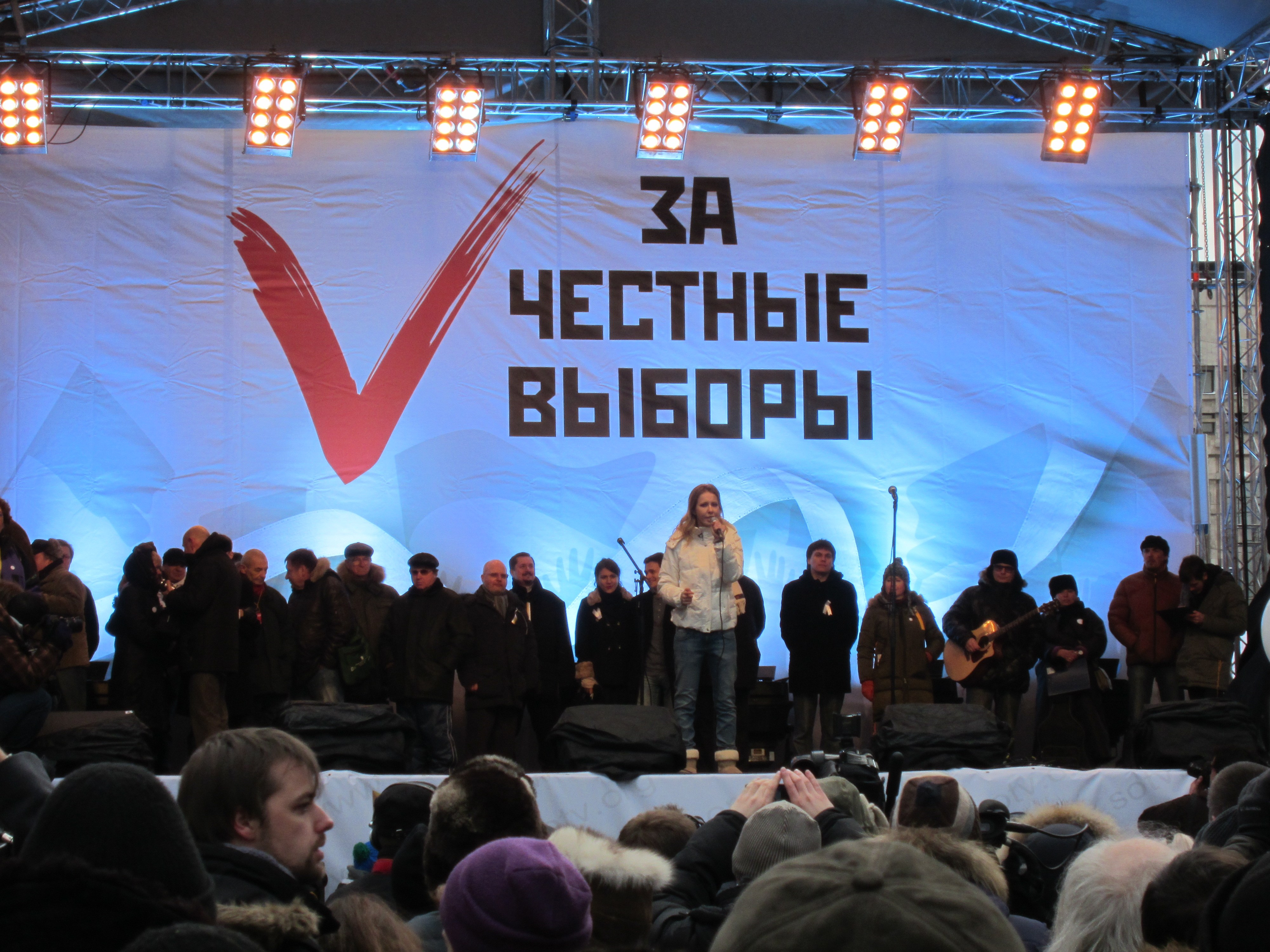
Xenija Sobtschak bei einer Rede während der Anti-Putin-Demonstration am 24. Dezember 2011 in Moskau.

Seit Ende 2011 engagiert sich Sobtschak zunehmend politisch. Im Oktober 2011 machte sie in dem Moskauer Nobelrestaurant „Mario“ mit ihrem iPhone Videoaufnahmen vom Vorsitzenden der Jugendorganisation Naschi, Wassili Jakemenko. Anschließend stellte sie den 77-Sekunden-Film ins Internet und kommentierte die Aufnahmen mit den Worten, dass man zwar bei Prominenten damit rechne, dass sie frische Austern für 500 Rubel (15 Dollar) pro Stück und Champagner für 1300 Rubel (40 Dollar) pro Glas schlürfen würden, nicht jedoch bei Regierungsmitarbeitern. Das Video war eine Sensation. Im Dezember 2011 ging Sobtschak mit an der Spitze einer Protestdemonstration von circa 80.000 Demonstranten, bei der Parolen wie Russland ohne Putin und ähnliche erklangen. Bei einer Ansprache wurde sie dort jedoch ausgepfiffen, da die Demonstranten ihr den Sinneswandel nicht recht abnehmen wollten.
Im Februar 2012 moderierte Xenija Sobtschak bei MTV Rossija eine neue Talk-Show mit dem Titel „Gosdep s Ksenijei Sobtschak“ (Außenministerium mit Xenija Sobtschak). Nicht zuletzt dank Tschirikowa verlief die Sendung sehr emotional und die Zuschauerzahl beim Sender soll doppelt so hoch gewesen sein wie sonst üblich. Wenige Tage nach der ersten Ausstrahlung setzte der Sender jedoch die Reihe mit der Begründung ab, dass das Zuschauerinteresse zu gering sei. Es gab Spekulationen darüber, dass die Einladung des Oppositionspolitikers und scharfen Putinkritikers Alexei Nawalny die Entscheidung mit beeinflusst haben könnte. Sobtschak produzierte anschließend die Sendung in Zusammenarbeit mit dem zum Imperium des Milliardärs, Kremlgegners und Präsidentschaftskandidaten Michail Prochorow gehörenden Magazins „Snob“, wo die Show auf der Webseite des Magazins am 27. Februar 2012 unter dem Titel „Gosdep 2“ lief. In dieser Sendung traten unter anderem die Oppositionsführer Alexei Nawalny und Boris Nemzow auf.
Parallel zu „Gosdep“ hatte Sobtschak am 8. Februar 2012 beim Sender Doschd TV mit der einstündigen Talk-Show „Sobtschak Live“ begonnen, die sie weiterführte und wo sie unter anderem diverse Parteivorsitzende der Opposition wie Sergei Mironow von der Partei Gerechtes Russland, Gennadi Sjuganow von der Kommunistischen Partei und den rechtsextremen Politiker Wladimir Schirinowski von der Liberal-Demokratischen Partei Russlands interviewte.

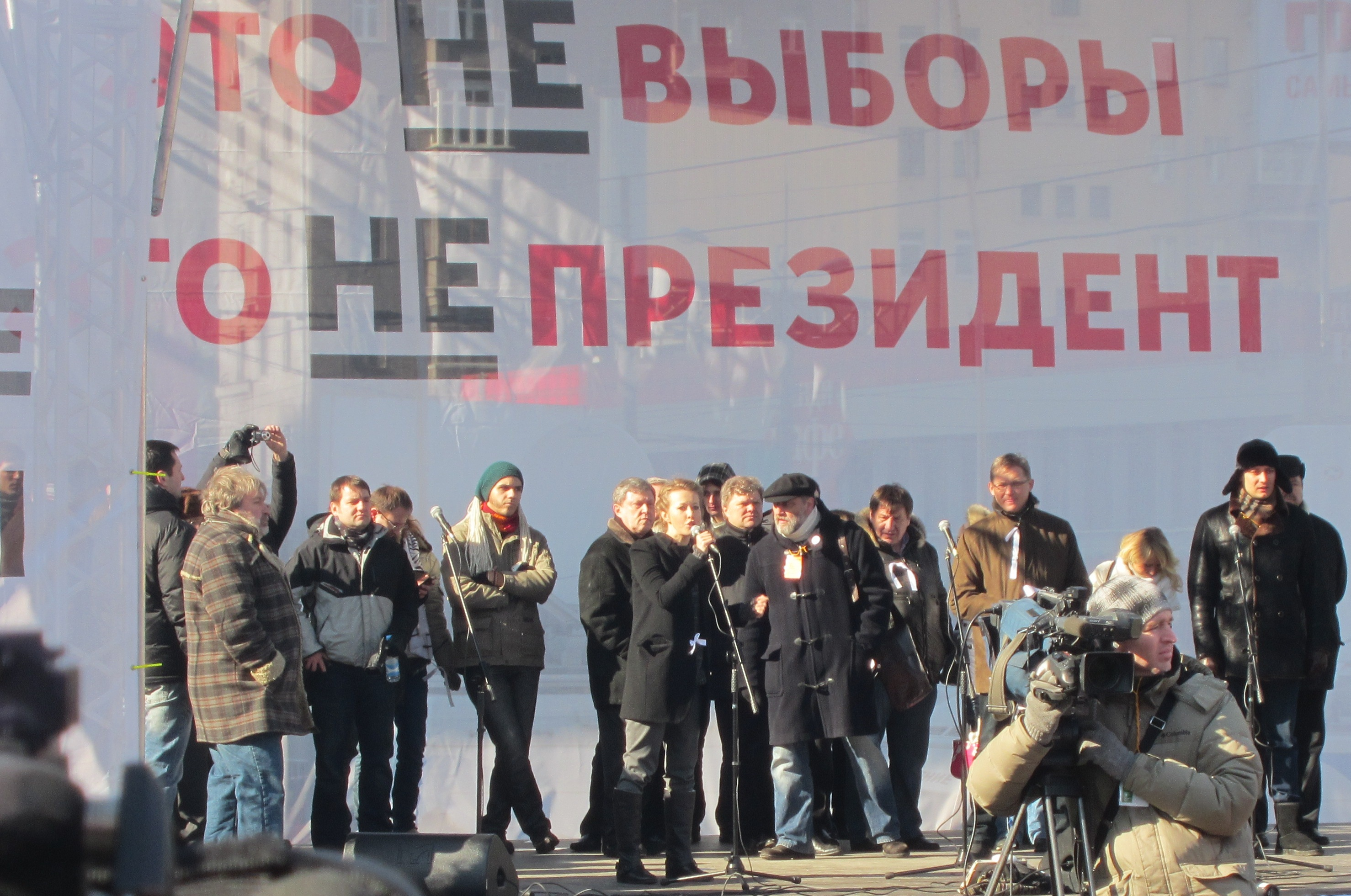
Xenija Sobtschak auf der Kundgebungsbühne während der Protestdemonstration der Opposition am 10. März 2012 in Moskau.

Im März 2012 nahm sie kurz nach der Wahl Wladimir Putins zum Präsidenten erneut an einer Protestdemonstration der Opposition in Moskau teil und war dort die prominenteste Rednerin. Sie forderte die Demonstranten auf, nicht nur zu zeigen, wogegen sie seien, sondern auch wofür sie stünden. Im Juni 2012 wurde ihre Wohnung von der föderalen Untersuchungsbehörde Sledkom durchsucht. Dort hielt sich zu der Zeit auch der Politiker der außerparlamentarischen Opposition Ilja Jaschin auf, den Sobtschak auf der Demonstration im Dezember 2011 kennengelernt und mit dem sie sich dann angefreundet hatte. Die Antikorruptionsbehörde beschlagnahmte in der Wohnung von Sobtschak Bargelder in Höhe von circa 1,1 Millionen Euro, 522.000 Dollar und 485.000 Rubel, die in 121 Briefumschlägen verpackt in ihrem Tresor gefunden wurden und deren Herkunft Sobtschak zunächst nicht erklären konnte. Es hieß, dass der Moderatorin ein Verfahren wegen Steuerhinterziehung drohe. Doch im September 2012 wurde die gesamte Summe an Sobtschak zurücküberwiesen. Sie hatte darauf beharrt, dass das Geld ehrlich verdient sei.
Am 15. Dezember 2012 nahm Xenija Sobtschak an einer nicht genehmigten Demonstration in Moskau teil, deren Teilnehmeranzahl sich zwischen 700 (Polizeiangabe) und 7000 Demonstranten (Organisatorenangabe) bewegte. Sobtschak wurde zusammen mit Alexei Nawalny, Ilja Jaschin und Sergei Udalzow festgenommen. Sie twitterte ein Bild von sich selbst, auf dem sie im Polizeiwagen mit weißen Rosen im Arm zu sehen ist. Xenija Sobtschak war vom 22. Oktober 2012 bis zum 19. Oktober 2013 Mitglied des mittlerweile nicht mehr existierenden Koordinierungsrates der russischen Opposition.

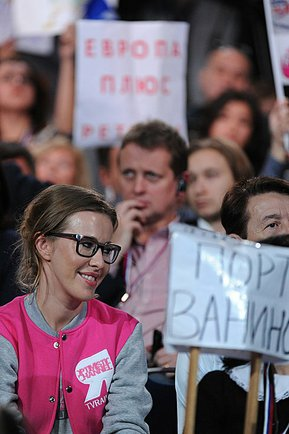
Xenija Sobtschak während der Pressekonferenz am 18. Dezember 2014

Am Donnerstag, dem 18. Dezember 2014 nahm Sobtschak für den regierungskritischen und oppositionsnahen TV-Sender Doschd an der Jahrespressekonferenz von Wladimir Putin teil und stellte dort, entgegen der Gepflogenheit, nach der Ersten eine zweite Frage. Die erste Frage von Sobtschak betraf den tschetschenischen Präsidenten Ramsan Kadyrow sowie dessen ablehnende Haltung hinsichtlich der Gültigkeit von Gesetzen und Verfassung der Russischen Föderation in der autonomen Republik Tschetschenien. Es ging um das Niederbrennen von Häusern militanter Gegner Kadyrows. Die zweite Frage betraf die Verbreitung von falschen Berichten in regierungsnahen Medien, die, Sobtschak zufolge, ein Klima des Hasses erzeugen und gegen Oppositionelle hetzen würden. Präsident Putin verneinte jeglichen offiziellen Einfluss: „Keine offizielle Person, niemand aus den Staatsorganen, versuche, Personen zu stigmatisieren.“ Er wies jedoch auch darauf hin, dass Personen aus der Opposition, die schwere Vorwürfe gegen die Regierung erheben würden, damit rechnen müssten, dass ebenso schwere Vorwürfe gegen sie erhoben werden könnten. Präsident Putin persönlich hatte Mitte März in einer Siegesrede nach dem Beitritt der Krim vor möglichen Feinden im Inneren gewarnt, die von außen gesteuert seien.
Während ihrer Kampagne zur Präsidentschaftswahl wurde sie zum Schluss von Dmitri Gudkow begleitet, wobei die Bürgerinitiative, welche sie auch unterstützt hatte, mit ihrer bestehenden Lizenz den Aufbau einer neuen Partei ermöglichen würde, da eine Oppositionspartei „im heutigen Russland kaum mehr eine neue Lizenz erhalten würde“, schrieb die Nowaja Gaseta. Gudkow erklärte, es gehe um den Aufbau von normalen Institutionen im Land und ob die neue Partei sozialdemokratisch oder liberal sei, werde vorerst gar keine Rolle spielen, weil es vorerst darum gehe, die stetige Erhöhung der Staatsquote in der Wirtschaft sowie die Verschleuderung des Staatsvermögens durch eine falsche Außenpolitik zu stoppen.

### Kampagne als Präsidentschaftskandidatin 2018
Am 18. Oktober 2017 eröffnete Sobtschak die Kampagne „Xenia Sobtschak – gegen alle“ als Kandidatin der Präsidentschaftswahlen 2018. In programmatischen Stellungnahmen befand sie, die Leute „hätten genug von Korruption, Propaganda und internationaler Isolation“. Sie erklärte selber, sie wolle die Kandidatin sein für Bürger, die ihre Position zeigen wollten, „deren Kandidat aber zu den Wahlen nicht zugelassen“ sei. Sollte Alexei Nawalny zur Wahl zugelassen werden, würde sie nach eigenen Angaben zurückstehen. Diese Möglichkeit galt schon damals als unwahrscheinlich.
Oppositionelle monierten, sie würde – allenfalls im Auftrag des Kremls – die Wiederwahl Putins „aufpeppen“, indem sie die Wahlbeteiligung bei dessen sicherer Wiederwahl steigere, sowie zusätzlich, dass sie die Opposition spalte. Die Rolle solcher in Russland als Taktik bekannter Spoiler-Kandidaten diene nicht nur dem Verschieben der Stimmen der Gegner, sondern sei auch Anlass zum Schüren von Polemik gegen Kandidaten. Grigori Wotesow sah dahinter die Absicht zu verhindern, dass die Wahl mangels Kandidaten zur Farce würde. Nach Kirill Rogovs Einschätzung zu Beginn der Kampagne wäre gar möglich gewesen, dass die Kandidatur Sobtschaks zurückgezogen würde, falls sich abzeichnete, dass sie „zu viele“ Prozente erreiche und damit dem offensichtlichen Ziel einer höheren Legitimierung der Wahl zuwider handelte. Rostislaw Turovsky nannte die Kandidatur eine mit den Behörden abgesprochene Sache.
 Die Diskussion um Hinterzimmer-Absprachen ist sehr typisch für die politischen und gesellschaftlichen Verhältnisse in Russland.
Als Wahlkampfleiter ernannte Sobtschak Igor Malaschenko – ehemals Leiter des Fernsehsenders NTW –, der als gut vernetzt gilt und bereits 1996 die Präsidentschaftskampagne für Boris Jelzin leitete. Sobtschak, deren Pressekonferenz auch von Staatssendern übertragen wurde, vermied es, Putin direkt zu kritisieren: „Natürlich ist Putin für einige ein Tyrann und Diktator. Andere sehen ihn als Russlands Bewahrer.“ Ein Tabu-Bruch war die Aussage, dass die annektierte Krim zur Ukraine gehöre. Später betonte sie zusätzlich, dass sie der Menschenrechtsbewegung von Michail Chodorkowski, „Open Russia“, „immer und überall“ ihre Unterstützung ausgedrückt hätte und erklärte: „Wir werden mit dem Team alles tun, damit Open Russia nicht zerstört wird!“ Entsprechend erlebte auch die Kampagne von Sobtschak einen in ihrem Fall „passiven Widerstand“ der Behörden durch Nicht-Erteilen von Bewilligungen, Nicht-Verfolgen von Strafanzeigen oder stornierte Saalmieten. Den vom Staat abhängigen Lehrern oder Verwaltungsangestellten wurde allen klargemacht, Sobtschak nicht zu unterstützen. Auch die westlichen Medien beschrieben den Zwiespalt einer Figur, die auf Betreiben oder zumindest ohne Widerstand der Machtelite um Putin ins Feld der Präsidentschaftskandidaten geführt worden war, um der Wahl einen „Hauch von Opposition“ und ein demokratisches Alibi zu verschaffen – als scheinbare, echte Oppositionelle, die in Realität keinerlei Chancen habe und hinter den Kulissen weitgehend von Präsident Putin abhängig sei. Andere waren in ihrem Urteil zurückhaltender und verwiesen auf Sobtschaks erstaunlich offen oppositionelle Äußerungen und Tabubrüche und ihre offenen Angriffe gegen mutmaßlich korrupte Putin-Günstlinge. An ihrem Programm mit 123 Punkten hatten liberale Publizisten, Ökonomen und Politologen mitgearbeitet, womit auch die Stimmen geringer wurden, welche sie der bloßen Unterstützung des Wahltheaters verdächtigten auch wenn sie selbst mit einer ernst gemeinten Kandidatur die herrschende Ordnung durch das Vortäuschen eines gemäß NZZ „nicht existierenden offenen politischen Diskurses“ unterstützte.
Für eine Kandidatur als unabhängige Präsidentschaftskandidatin hätte sie 300.000 Unterschriften benötigt. Sobtschak wurde jedoch seit November 2017 unterstützt von der Partei „Bürgerinitiative“ des ehemaligen Wirtschaftsministers Andrei Netschajew. Damit sank die Zahl der erforderlichen Unterschriften auf 100.000.
1,2 Millionen Wähler gaben ihre Stimme für Sobtschak ab.

### Privates

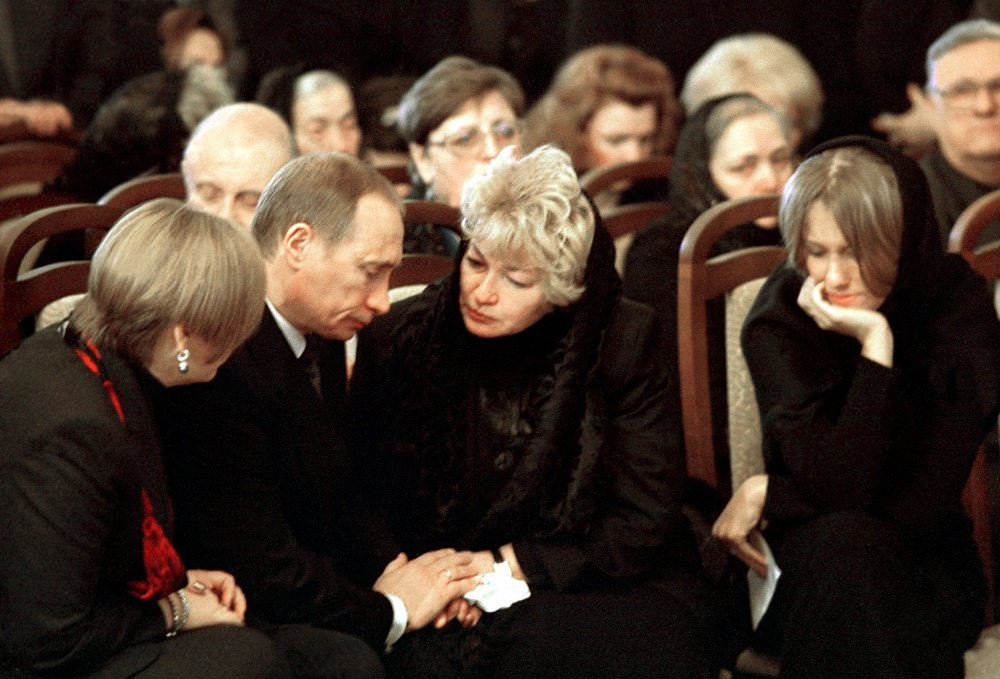
Xenija Sobtschak (rechts) gemeinsam mit ihrer Mutter und Wladimir Putin bei der Trauerfeier für ihren verstorbenen Vater am 24. Februar 2000 in Sankt Petersburg

Xenija Sobtschak beschrieb den Tod ihres Vaters im Jahr 2000 als einschneidendes Erlebnis. 2001 zog sie von Sankt Petersburg nach Moskau, wo sie in den folgenden zehn Jahren vor allem als Glamourgirl auffiel. Nachdem Sobtschak ab 2011 zunehmend politisch aktiver geworden und einige Zeit mit dem Oppositionspolitiker Ilja Jaschin liiert gewesen war, heiratete sie am 1. Februar 2013 den Schauspieler Maxim Witorgan in Moskau. Die Feier fand im Moskauer Kino Fitil statt. Das Paar hat die besten Freunde und den engsten Familienkreis zu einer angeblichen Filmpremiere von Witorgan eingeladen. Statt eines Films gaben die beiden überraschend ihre Vermählung bekannt.
Der Blumenniederlegung zum 15. Todestag von Anatoli Sobtschak am 20. Februar 2015 am Denkmal auf der Wassiljewski-Insel in Sankt Petersburg, an der neben Ljudmila Narussowa auch Wladimir Putin teilnahm, blieb Xenija fern. Ihrer Mutter zufolge sei sie krank gewesen. Im Frühjahr 2018 war die Produktion eines Films über den Vater beendet.
Am 18. November 2016 gebar Sobtschak einen Jungen. Ende 2018 wurde die Trennung von Sobtschak und Witorgan bekannt. Am 13. September 2019 heiratete sie den Theaterregisseur Konstantin Bogomolow.
2022 nahm sie die israelische Staatsbürgerschaft an.
Am 27. Oktober 2022 wurde bekannt, dass Sobtschak aus Russland nach Litauen emigriert ist.

## Filmografie (Auswahl)
- 2004 Diebe und Prostituierte
- 2008 Der beste Film
- 2008 Hitler geht kaputt
- 2009 Der goldene Schlüssel (Musical)
- 2012 Rschewski gegen Napoleon
- 2012 Entropie
- 2018 (mit Wera Kritschewskaja): Delo Sobtschaka, Dokumentarfilm über den ehemaligen Bürgermeister von St. Petersburg, Anatoli Sobtschak